# Pracchia
Pracchia is een plaats (frazione) in de Italiaanse gemeente Pistoia.